# Піски рухомі
1. Поверхневі відкладення чистих середньозернистих пісків у вигляді різноманітних  пагорбів (дюни, бархани), які пересуваються під впливом вітру. Пересуваючись, такі піски нерідко заносять залізничні колії, поселення, ріки тощо. Рослинність на таких пісках вкорінитися не може. Будь-яке будівництво пов’язане зі значними труднощами і потребує спеціальних заходів із закріплення піску.
2. Підземні, насичені водою шари піску типу пливунів, здатні створювати підземні потоки піску у випадку порушення рівноваги. Будівництво на таких пісках потребує обережності, особливо враховуючи те, що можливість зсувів важко передбачити, а поширюватись вони можуть на відстані понад 100 м.